# 서정진 (축구 선수)
서정진 (徐訂晋, 1989년 9월 6일 ~ )은 대한민국의 축구 선수로서 포지션은 미드필더이며, 현재 K3리그 화성 FC에서 활동하고 있다.

## 클럽 경력
서정진은 2008시즌을 앞두고 전북 현대 모터스에 입단하면서 프로 무대에 입성했다. 2008년 5월 18일 열린 전남 드래곤즈와의 경기에서 프로 데뷔골을 기록했다. 데뷔 시즌인 2008시즌 도합 23경기 출전 1골을 기록했다.
2012시즌을 앞두고 수원 삼성 블루윙즈로 이적했다.
그 후, 2016 시즌에 울산과 서울 이랜드로 임대 이적을 진전하다가, 2018 시즌을 앞두고 공익 복무를 위해 k3리그의 김포시민축구단에 입대하였다.
2020시즌에 강릉시청 축구단에 이적하였다.
2021시즌을 앞두고 화성 FC에 입단했다.

## 수상

### 클럽
전북 현대 모터스
- K리그 클래식 우승 2회(2009, 2011)

 수원 삼성 블루윙즈
- K리그 클래식 준우승 2회(2014, 2015)